# Zounzounmè
Zounzounmè è un arrondissement del Benin situato nella città di Abomey (dipartimento di Zou) con 7.510 abitanti (dato 2006).